# Янош Кадар
Янош Кадар (угор. Kádár János; 26 травня 1912, м. Фіуме (нині Рієка, Хорватія) — 6 липня 1989, Будапешт) — сталініст, керівник соціалістичної Угорщини з обмеженим суверенітетом (1956—1988). Ставленик СРСР після Угорської Революції 1956, організатор страти прем'єр-міністра Імре Надя. Провів у країні помірковано-ліберальні господарські реформи, допустивши функціонування елементів ринкової економіки. Удостоєний звання Герой Радянського Союзу.

## Життєпис
Янош Кадар — дитина Борболи Черманек, служниці словацько-угорського походження, та солдата Яноша Крецінгера. Дитинство пройшло в скруті і злиднях. Уродженець хорватської Рієки (тоді вільне місто Фіуме) у складі Транслейтанії, що входила до складу Австро-Угорщини, за тодішніми законами рідного міста був зареєстрований при народженні під італійським ім'ям Джованні Джузеппе Черманек.

### Комуністична спокуса
1918 року у віці шести років переїхав з матір'ю до Будапешта. Як найкращий учень класу в початковій народній школі отримав право безкоштовно вчитися у Вищому початковому міському училищі. Однак з 14 років він був змушений залишити школу, був підсобним робітником, а потім механіком в друкарні. У юнацькі роки захоплювався книгами, шахами і футболом. У віці 16 років Янош Черманек переміг на відкритому шаховому турнірі, влаштованому комуністичною профспілкою перукарів, і був нагороджений угорським перекладом книги Фрідріха Енгельса «Анти-Дюрінг», яка, за його власним визнанням, зробила його стихійним марксистом і навіть «змінила спосіб мислення».
Переконаний сталініст, Черманек за пропозицією місцевого єврея Яноша Фенакеля вступив у вересні 1931 року в «громаду імені Свердлова» — забороненої Федерації комуністичної робітничої молоді (KIMSZ), комсомольської організації нелегальної Компартії Угорщини, отримавши підпільне прізвисько — Барна («Шатене»). Наступний псевдонім Черманека — Кадар («Бондар») — з 1945 року офіційно став його прізвищем. У листопаді 1931 року він залишився одним із так званих «п'ятисот сміливих» — членів нелегальної сталіністської Компартії, яка діяла всупереч законам Королівства Угорщина.

### Міжвоєнна Угорщина
Членство в Компартії відбилося на долі Кадара: кілька разів затримувався владою за звинуваченнями в незаконній агітації та нелегальної політичної діяльності. 1933 року секретар ЦК Комсомолу Кадар заарештований і засуджений на два роки тюремного ув'язнення. У в'язниці організував голодування, за що був переведений в Сегед до в'язниці суворого режиму Чіллаг, де зустрів свого майбутнього політичного супротивника Матяша Ракоші. Тоді ж Кадар зрадив радикальному комуністичному руху, «дотримуючись лінії Єні Ландлера», і вступив 1935 року у Соціал-Демократичну партію Угорщини, очоливши осередок СДПВ в VI районі Будапешта.

### Дезертир
Під час Другої світової війни Янош Кадар не заперечував проти союзу сталінського СРСР та нацистської Німеччини. Фактично, війну перебув формальним учасником «руху опору» в Чехословаччині. Згодом комуністична пропаганда поширювала чутки, що ніби він створив антинімецький Угорський Фронт, але ніякої діяльності «фронту» ніхто не зафіксував. 1941—1942 його формально приписали до Пештського комітету Комуністичної партії Угорщини; 1942 введений до складу ЦК, а 1943 обраний секретарем ЦК КПУгорщини.
Зрештою, у квітні 1944 року він утік до Сербії, де був заарештований за дезертирство. У листопаді 1944 року знову втік. У квітні 1964 року комуністична пропаганда почала робити з Кадара «видатного борця з нацизмом». У доволі комічну кампанію включився СРСР, який нагородив його за «особистий внесок у справу боротьби з фашизмом у роки Другої світової війни» — Яношу Кадару Указом Президії Верховної Ради СРСР було присвоєно звання Героя Радянського Союзу із врученням ордена Леніна та медалі «Золота Зірка» (№ 11218).

### Співпраця з сталінським СРСР
Після окупації Угорщини військами СРСР, агент НКВД Кадар обраний депутатом Тимчасових національних зборів, а також членом Політбюро ЦК Угорської комуністичної партії (УКП), а 1946 — заступником генерального секретаря ЦК УКП. Паралельно у квітні 1945 року — серпні 1948 був секретарем Будапештського міськкому партії. У березні 1948 року головував в комісії з об'єднання ВКП і Соціал-демократичної партії, а 5 серпня 1948 року став міністром внутрішніх справ. У цей час Кадар беззастережно підтримував сталіністську модель держави, спровокував арешт Ласло Райка, звинуваченого в тітоізмі та антирадянській діяльності.
Згодом скромний партієць Кадар перетворився на потенційного суперника лідера угорських сталіністів Матяша Ракоші. Він почав демагогічно висловлюватись на користь розширення особистих прав і свобод громадян Угорщини та обмеження «ракошістського терору». У квітні 1951 року Кадар знятий із займаного ним поста керівника відділом партійних і масових організацій ЦК ТУП. Незабаром арештований, сам звинувачений в тітоїзмі, оголошений Ракоші «зрадником» і поміщений в концтабір. На свободу вийшов лише в липні 1956 року — завдяки частковій десталінізації в СРСР.

### Профспілковий лідер
Призначений першим секретарем відділення Угорської партії трудящих (УПТ) в індустріальному XIII районі Будапешта. Активно заграє з профспілками і стає одним з найпопулярніших угорських політиків, член уряду Імре Надя, якого згодом підступно віддасть на страту. Спочатку він цілком підтримував політичний курс Надя, спрямований на лібералізацію окупаційного режиму, звільнення політв'язнів, скасування цензури і залучення до державного управління дружніх ТУП політичних партій. В умовах навислої загрози радянського військового втручання після оголошення Надем прагнення виходу країни з Організації Варшавського договору Янош Кадар навіть заявив, що «ляже під перший російський танк, що порушив кордон Угорщини». 26 жовтня 1956 року член Директорії, 28 жовтня — голова ЦВК, а 30 жовтня — міністр кабінету Надя.

### Угорська революція
Проте криваві сутички в центрі Будапешта, страти активістів промосковських органів держбезпеки та загроза перемоги патріотів підштовхнули Кадара до співпраці з інтервентами. Тому 1 листопада 1956 Кадар і Ференц Мюнніх через радянських резидентів утекли з Угорщини, а 2 листопада 1956 Москва вже розглядала Кадара як кандидата на нового диктатора Угорщини. 4 листопада 1956 року, в українському Ужгороді, Кадар зустрівся з лідером СРСР Микитою Хрущовим, який дав йому інструкції формування маріонеткового уряду. 7 листопада 1956 року Кадара доставили у Будапешт на радянських танках, а наступного дня він оголосив про заколот і узурпацію влади так званим революційним робітничо-селянським урядом.
Кадар, самочинно зайнявши посади прем'єр-міністра і лідера Угорської соціалістичної робочої партії, створеної замість колишньої ТУП, оголосив 15 пунктів програми. Вони передбачали збереження залежності від комуністичної Москви Угорської держави, ультиматум про складення зброї з боку сил опору, підвищення життєвого рівня населення, перегляд ідіотського п'ятирічного плану, боротьбу з бюрократією. Головне — він погодився на розміщення в Угорщині окупаційного корпусу СРСР кількістю 200,000 солдат.
Також Кадар оголосив свій відомий каламбур: «Хто не проти нас, той з нами», що означало амністію пасивним учасникам повстання. Її не було дотримано. Понад те, коли Імре Надь із членами уряду наважився залишити територію посольства Югославії, його заарештували і стратили. Кадар намагався на цьому поставити крапку, намагаючись захистити рядових учасників повстання.

## Кадаровський «гуляшизм»
Незважаючи на жорсткий радянський контроль, Янош Кадар зумів здійснити ряд новаторських економічних реформ, що сприяли лібералізації економіки та зростання рівня життя населення «вже сьогодні». Кадар ініціював розвиток в Угорщині приватного сектора в сільському господарстві та сфері обслуговування, усунувши перешкоди для дрібного підприємництва і значно розширивши права зайнятих в колективних господарствах. Тим не менше, господарська реформа 1968 року, покликана підвищити ефективність економіки, була згорнута під тиском Москви — вона боялася рецидивів опору після Празької весни в Чехословаччині.
З 1973 року СРСР фактично за безцінь постачав енергоносії, купуючи в такий спосіб лояльність Угорщини. Завдяки Кадару, Угорщину називали «найвеселішим бараком в комуністичному таборі», а економічний лад в країні — «гуляшизмом» («гуляш-комунізмом», «гуляшистським комунізмом»; угор. Gulyáskommunizmus). Нині старша частина угорського суспільства ніби сумує за «часами Кадара», коли добробут купувався ціною обмеженого суверенітету та дешевого московського газу.
Кадар зробив Угорщину світовим лідером з туризму. Кількість туристів, які відвідували Угорщину, зросло в десятки разів; в країну приїжджали туристи не лише зі Східної Європи та СРСР, а й з Канади, США та Західної Європи, які давали бюджету Угорщини значні суми. Угорщина встановила близькі стосунки з країнами, що розвиваються, беручи багато іноземних студентів. Свідченням нормалізації відносин із Заходом стало повернення американцями Святої Корони короля Іштвана I на батьківщину у 1979 році. Крім того, Угорщина наприкінці 1980-х років стала єдиною країною комуністичного табору, що має автодром Хунгароринг, де проводиться один з етапів чемпіонату Світу з автоперегонів в класі «Формула-1».
Кадар був зміщений зі своїх постів у травні 1988 року, передавши управління УСРП Карою Гросу. Помер за рік, 6 липня 1989 року.

## Посмертна доля
Похований на центральному кладовищі Будапешта в «угорському Пантеоні» на вулиці Керепеші — традиційному місці поховання видатних діячів угорської культури, науки і політики.
У ніч на 2 травня 2007 року, на центральному кладовищі міста Будапешта невідомими була розкрита могила Яноша Кадара, а також урна його дружини. На склепі, що знаходиться поруч з могилою Кадара, залишено напис: «Убивці і зраднику немає місця в святій землі!». Натякають на рядок з пісні «Neveket akarok hallani» рок-гурту «Kárpátia». Прем'єр-міністр Угорщини Ференц Дюрчань у своєму спеціальному зверненні заявив таке: «У цього підлого і огидного акту немає виправдання. Цей кримінальний злочин не має ніякого відношення до політики та історії. Його засудить кожна нормальна, цивілізована людина».